# Friedrich Singer
Friedrich Wilhelm Ignaz Singer (5. března 1851 Brno – 16. června 1905 Vídeň) byl rakouský podnikatel a politik německé národnosti z Moravy, na počátku 20. století poslanec Říšské rady.

## Biografie
Narodil se do rodiny podnikatele Moritze Singera (1805–1874) a jeho manželky Rosy, rozené Herzlové. Jeho bratrem byl právník Edmund Singer (1841–1894), další bratr Heinrich Joseph Singer (1855–1934) byl rovněž právníkem. V roce 1878 se oženil s Mathildou Steinovou (1858–1926). Jejich manželství zůstalo bezdětné.
Friedrich roku 1879 převzal velkoobchodní textilní firmu D. Stein v Brně. Od roku 1885 byl členem brněnské obchodní a živnostenské komory. Byl aktivní i politicky. Patřil k Německé pokrokové straně. Od roku 1896 byl za ni zvolen poslancem Moravského zemského sněmu. Podle jiného zdroje nastoupil do sněmu až roku 1900. Na schůzi 17. prosince 1900 bylo oznámeno, že poslanec Rudolf Auspitz složil mandát a na jeho křeslo bude vyhlášena doplňovací volba, která se konala 11. října 1900. V ní byl zvolen Bedřich Singer, obchodník se suknem v Brně.
Na počátku 20. století se krátce zapojil i do celostátní politiky. V doplňovacích volbách roku 1905 (poté co rezignoval poslanec Karl von Offermann) byl zvolen do Říšské rady (celostátní zákonodárný sbor) za kurii obchodních a živnostenských komor, obvod Brno. Nastoupil 24. ledna 1905. Zemřel ale již 16. června 1905. Kvůli výkonu svého mandátu v Říšské radě ještě na jaře 1905 podle předchozí dohody rezignoval na křeslo v Moravském zemském sněmu tak, aby jeho místo mohl zaujmout jiný představitel brněnské obchodní komory. Jeho zvolení do Říšské rady proběhlo přes odpor živnostenského křídla brněnské obchodní a živnostenské komory, které si tak vymohlo alespoň jmenování svého kandidáta do zemského sněmu. Uvádí se jako kandidát Německé pokrokové strany.
Zemřel v červnu 1905, když mluvil na schůzi o textilním průmyslu. Byl raněn mrtvicí a za chvíli skonal. Nekrolog v deníku Bohemia uvádí, že na zmíněné schůzi mluvil jen asi dvě minuty a náhle zvolal: „Mir wird schwindlig“ a zhroutil se. Přes včasnou lékařskou pomoc zemřel. V Říšské radě ho nahradil Josef Jelinek.